# Xavier Martin
Pour les articles homonymes, voir Martin.
Xavier Martin, né le 13 septembre 1945, est un historien français du droit et des idées politiques.
Il est professeur émérite à l'université d'Angers.

## Biographie
Xavier Martin est docteur en droit (1973).
Après s'être longtemps intéressé aux institutions angevines d'Ancien Régime, Xavier Martin a été conduit à s'intéresser aux travaux préparatoires du Code Napoléon, découvrant que l'enseignement académique prêtait aux rédacteurs du code des intentions très différentes de ce qu'elles étaient en réalité. De là un fructueux travail de recherche entrepris à partir du commencement des années 1980. Il se consacre plus particulièrement à l'époque révolutionnaire. Il a enseigné à l'Université d'Angers et à l'Université de Nancy, et a donné de nombreuses conférences tant en France qu'à travers le monde (Belgique, Chili, Japon, Pologne, etc.).
Son travail sur la révolution française tend à montrer un point de vue peu académique de l'esprit des lumières. Il fait partie de ces conférenciers qui ont été invités à la Cour de cassation lors du bicentenaire des différents codes napoléoniens.

## Travaux
Dans son livre Nature humaine et Révolution française, il interroge la conception de l'homme que se faisaient les révolutionnaires français. Contrairement à ce qu'affirme l'enseignement académique, les philosophes des Lumières, les acteurs de la Révolution et les rédacteurs du Code Napoléon nourrissaient une conception pessimiste et réductrice de l'homme, matérialiste, utilitariste. L'homme de Voltaire, d'Helvétius, du baron d'Holbach, de Condillac et de Diderot, est une petite machine réagissant aux sensations qu'elle perçoit en fonction d'un seul et unique carburant, l'intérêt égoïste. Sous la Révolution, cette conception matérialiste a contribué à la politique de terreur.

## Publications
- Le principe d'égalité dans les successions roturières en Anjou et dans le Maine, PUF, 1972.
- Sur les droits de l'homme et la Vendée, Éditions Dominique Martin Morin, 1995  (ISBN 9782856522042)
- L'homme des droits de l'homme et sa compagne (1750-1850), Éditions Dominique Martin Morin, 2001  (ISBN 9782856522660)
- Nature humaine et Révolution française : Du siècle des Lumières au Code Napoléon, Éditions Dominique Martin Morin, 2002  (ISBN 9782856522714)
- Mythologie du Code Napoléon : Aux soubassements de la France moderne, Éditions Dominique Martin Morin, 2003  (ISBN 9782856522745)
- Voltaire méconnu : Aspects cachés de l'humanisme des Lumières (1750-1800), Éditions Dominique Martin Morin, 2006  (ISBN 9782856523032 et 9782856523070)
- Régénérer l'espèce humaine : Utopie médicale et Lumières (1750-1850), Éditions Dominique Martin Morin, 2008  (ISBN 9782856523094)
- La France abîmée : Essai historique sur un sentiment révolutionnaire, Éditions Dominique Martin Morin, 2009  (ISBN 9782856523124)
- Retour sur un itinéraire : Du Code Napoléon au siècle des Lumières, Éditions Dominique Martin Morin, 2010  (ISBN 9782856523162)
- Trente années d'étonnement : Péripéties d'une randonnée intellectuelle, Éditions Dominique Martin Morin, 2010  (ISBN 9782856523179)
- S'approprier l'homme : Un thème obsessionnel de la Révolution (1760-1800), Poitiers, Éditions Dominique Martin Morin, 2013, 110 p. (ISBN 978-2-85652-342-1)
- Naissance du sous-homme au cœur des Lumières : les races, les femmes, le peuple, Éditions Dominique Martin Morin, 2014  (ISBN 978-2856523490) [présentation en ligne]
- L'homme rétréci par les Lumières. Anatomie d'une illusion républicaine, Éditions Dominique Martin Morin (DMM), 2020  (ISBN 978-2856524312)

### Participation à des ouvrages collectifs
- Le Livre noir de la Révolution française, Éditions du Cerf, 2008  (ISBN 9782204081603)